# Rijnvoetbalkampioenschap 1915/16
In 1915/16 werd het achtste Rijnvoetbalkampioenschap gespeeld, dat georganiseerd werd door de Zuid-Duitse voetbalbond. De competitie werd georganiseerd als Westkreisliga. Nadat in 1914/15 door het uitbreken van de Eerste Wereldoorlog geen competitie plaatsvond in Zuid-Duitsland werd deze hervat in seizoen 1915/16. 
De competitie begon als een competitie met dertien clubs, echter werd deze begin maart 1916 stopgezet omdat duidelijk werd dat deze niet volledig voltooid kon worden. In de plaats werd een nieuwe kortere competitie op touw gezet, wedstrijden Um den Eisernen Fußball , die in regionale competities gespeeld werd. Pfalz Ludwigshafen werd de winnaar en plaatste zich voor de Zuid-Duitse eindronde. Nadat de club Freiburger FC versloeg verloren ze in de finale in Stuttgart met 4-1 van 1. FC Nürnberg. 

## Westkreisliga

### Gau-Kriegsspiele
Stand bij stopzetting competitie begin maart 1916. 
| Plaats | Club                    | Wed. | W  | G | V  | Saldo | Ptn.  |
| ------ | ----------------------- | ---- | -- | - | -- | ----- | ----- |
| 1.     | VfR Mannheim            | 21   | 16 | 1 | 4  | 82:22 | 33:09 |
| 2.     | Mannheimer FC Phönix 02 | 19   | 16 | 0 | 3  | 75:21 | 32:06 |
| 3.     | FC Viktoria Feudenheim  | 18   | 12 | 2 | 4  | 53:33 | 26:10 |
| 4.     | SV Waldhof              | 20   | 12 | 1 | 7  | 58:33 | 25:15 |
| 5.     | SK Hertha 1912 Mannheim | 16   | 8  | 3 | 5  | 23:25 | 19:13 |
| 6.     | SC Käfertal             | 18   | 9  | 0 | 9  | 35:35 | 18:18 |
| 7.     | SV Helvetia Mannheim    | 18   | 7  | 4 | 7  | 44:38 | 18:18 |
| 8.     | FG Kickers Mannheim     | 21   | 7  | 4 | 10 | 47:50 | 18:24 |
| 9.     | FVg Neckarau            | 21   | 7  | 4 | 10 | 42:52 | 18:24 |
| 10.    | FC Phönix Sandhofen     | 19   | 5  | 5 | 9  | 20:30 | 15:23 |
| 11.    | TB Jahn Neckarau        | 18   | 4  | 1 | 13 | 27:63 | 09:27 |
| 12.    | TV Heidelberg           | 18   | 3  | 3 | 12 | 29:64 | 09:27 |
| 13.    | FC Alemannia Ilvesheim  | 17   | 2  | 0 | 15 | 19:88 | 04:30 |

## Verbandsspiele um den Eisernen Fussball

### Neckargau

#### Groep I
| Plaats | Club                         |
| ------ | ---------------------------- |
| 1.     | VfR Mannheim                 |
| 2.     | SK Hertha 1912 Mannheim      |
| 3.     | FC Viktoria Neckarshausen 08 |
| 4.     | TV Heidelberg                |

|  | Play-off voor tweede fase |

Play-off
|  |                 |       |              |  |
|  | Hertha Mannheim | 3 – 0 | VfR Mannheim |  |
|  |                 |       |              |  |

#### Groep II
| Plaats | Club                    |
| ------ | ----------------------- |
| 1.     | Mannheimer FC Phönix 02 |
| 2.     | SV Helvetia Mannheim    |
| 3.     | SV Teutonia Mannheim    |
| 4.     | FC Alemannia Ilvesheim  |

|  | Geplaatst voor tweede fase |

#### Groep III
| Plaats | Club                  |
| ------ | --------------------- |
| 1.     | FG Kickers Mannheim   |
| 2.     | SV Waldhof            |
| 3.     | FVg 1898 Schwetzingen |
| 4.     | TB Jahn Neckarau      |

#### Groep IV
| Plaats | Club                   |
| ------ | ---------------------- |
| 1.     | FC Viktoria Feudenheim |
| 2.     | SC Käfertal            |
| 3.     | FVg Neckarau           |
| 4.     | FG 1913 Mannheim       |

#### Tweede fase
|  | Halve finale           | Halve finale    |   |  | Finale          | Finale |  |
|  |                        |                 |   |  |                 |        |  |
|  |                        |                 |   |  |                 |        |  |
|  | Phönix Mannheim        | 6               |   |  |                 |        |  |
|  | FG Kickers Mannheim    | 1               |   |  |                 |        |  |
|  |                        |                 |   |  |                 |        |  |
|  |                        |                 |   |  |                 |        |  |
|  |                        |                 |   |  | Phönix Mannheim | 3      |  |
|  |                        | Hertha Mannheim | 2 |  |                 |        |  |
|  |                        |                 |   |  |                 |        |  |
|  |                        |                 |   |  |                 |        |  |
|  |                        |                 |   |  |                 |        |  |
|  |                        |                 |   |  |                 |        |  |
|  | Hertha Mannheim        | 3               |   |  |                 |        |  |
|  | FC Viktoria Feudenheim | 0               |   |  |                 |        |  |

### Pfalzgau
Uit de Pfalzgau is enkel bekend dat FC Pfalz Ludwigshafen naar de eindronde gestuurd werd. 

### Mittelrheingau
Uit de Pfalzgau is enkel bekend dat FC Alemannia Worms naar de eindronde gestuurd werd. 

### Eindronde

#### Halve finale
|  |                       |       |                    |  |
|  | FC Pfalz Ludwigshafen | 3 – 1 | FC Alemannia Worms |  |
|  |                       |       |                    |  |

Phönix Mannheim had een bye

#### Finale
|  |                       |       |                         |  |
|  | FC Pfalz Ludwigshafen | 2 – 1 | Mannheimer FC Phönix 02 |  |
|  |                       |       |                         |  |